# Voo British Airways 149
O voo British Airways 149 foi uma rota entre o Aeroporto de Heathrow e o Aeroporto Sultan Abdul Aziz Shah. A aeronave que operava o voo em 1 de Agosto de 1990, os passageiros e a tripulação foram capturados por forças iraquianas (durante a invasão de Kuwait)e muitos dos passageiros e tripulantes foram inicialmente detidos. Um passageiro, um membro da família real do Kuwait, foi morto pelos iraquianos, a única morte do incidente.